# Jevnaker (gemeente)
Jevnaker is een gemeente in de Noorse provincie Akershus. De gemeente telde 6696 inwoners in januari 2017. Jevnaker ligt aan het meer de Randsfjord. Omliggende gemeenten zijn Ringerike en Lunner. 

## Plaatsen in de gemeente

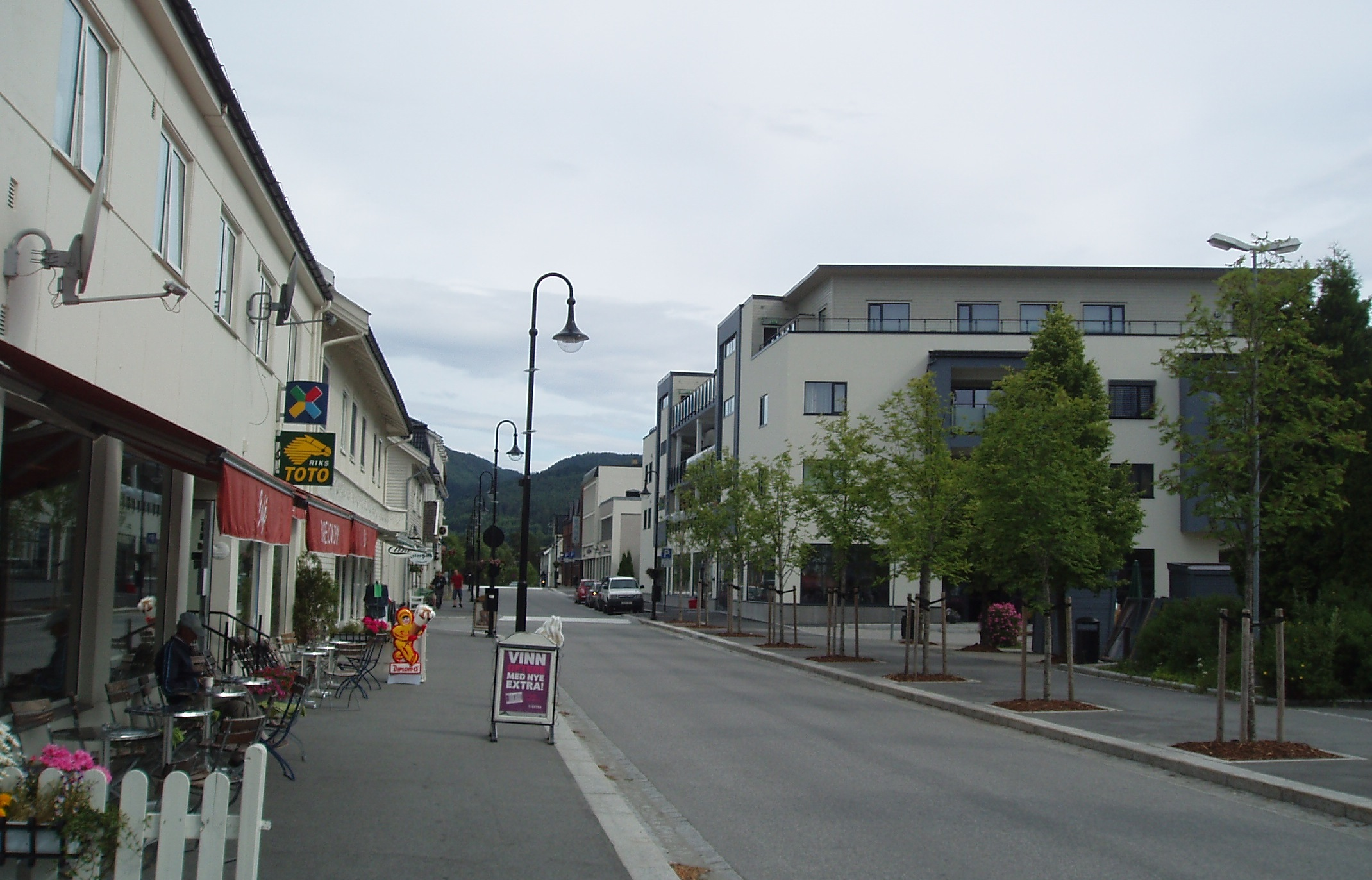
Centrum van Jevnaker

- Jevnaker

## Provincie
Tot 2020 maakte Jevnaker deel uit van de provincie Oppland. Bij de grote bestuurlijke herindeling in dat jaar fuseerde Oppland met Hedmark tot de provincie Innlandet. Echter de gemeenten Jevnaker en Lunner werden bij de nieuwgevormde provincie Viken gevoegd.

Jevnaker in de voormalige provincie Oppland
Jevnaker in de voormalige provincie Viken
Jevnaker in de voormalige provincie Akershus

Ås · Asker · Aurskog-Høland · Bærum · Eidsvoll · Enebakk · Frogn · Gjerdrum · Hurdal · Jevnaker · Lillestrøm · Lørenskog · Lunner · Nannestad · Nes · Nesodden · Nittedal · Nordre Follo · Rælingen · Ullensaker · Vestby

Voormalige gemeentes: Fet · Oppegård · Skedsmo · Ski · Sørum